# Ligyra alacer
Ligyra alacer är en tvåvingeart som beskrevs av Joseph Hannum Painter 1969. Ligyra alacer ingår i släktet Ligyra och familjen svävflugor. Inga underarter finns listade i Catalogue of Life.